# Milagro Mena
Pour les articles homonymes, voir Mena.
Milagro Mena Solano, née le 30 avril 1993 à Puntarenas, est une coureuse cycliste costaricienne.

## Biographie
Milagro Mena est médaillée de bronze aux Jeux d'Amérique centrale et des Caraïbes de 2018 à Barranquilla. 
Elle remporte la médaille de bronze en relais mixte aux Championnats panaméricains de VTT 2021 à Salinas.
En juillet 2024, elle est nommée porte-drapeau de la délégation du Costa Rica aux Jeux olympiques d'été de 2024, en compagnie de l'athlète Gerald Drummond.

## Palmarès sur route

### Par années
- 2015
  - Classement général du Tour du Costa Rica
- 2017
  -  Championne du Costa Rica du contre-la-montre
- 2018
  - 2e du championnat du Costa Rica sur route
  - 2e du championnat du Costa Rica du contre-la-montre
- 2020
  -  Championne d'Amérique centrale sur route
- 2021
  -  Championne d'Amérique centrale sur route
  -  Championne du Costa Rica du contre-la-montre
  -  médaillée d'argent du championnat d'Amérique centrale du contre-la-montre
- 2022
  -  Championne d'Amérique centrale sur route
  -  Championne d'Amérique centrale du contre-la-montre
- 2023
  -  Championne du Costa Rica du contre-la-montre
  -  médaillée de bronze du championnat d'Amérique centrale sur route
- 2025
  -  médaillée d'argent du championnat d'Amérique centrale du contre-la-montre
  -  médaillée de bronze du championnat d'Amérique centrale sur route

### Résultats sur les grands tours

#### Tour d'Italie
1 participation
- 2022 : 87e

### Classements mondiaux
| Année                                 | 2015 | 2016 | 2017 | 2018 | 2019 | 2020 | 2021 | 2022 | 2023 |
| ------------------------------------- | ---- | ---- | ---- | ---- | ---- | ---- | ---- | ---- | ---- |
| Classement UCI                        | 119e | 184e | 540e | 396e | 245e | nc   | 131e | nc   | 260e |
|                                       |      |      |      |      |      |      |      |      |      |
| Légende : nc = non classéSource : UCI |      |      |      |      |      |      |      |      |      |

## Palmarès en VTT

### Championnats panaméricains
- Salinas 2021
  -  Médaillée de bronze du relais mixte

### Jeux d'Amérique centrale et des Caraïbes
- 2018
  -  Médaillée de bronze du cross-country